# ديريك كوبر
ديريك كوبر (بالإنجليزية: Derrick Cooper)‏ هو لاعب غولف بريطاني، ولد في 5 مايو 1955.

## وصلات خارجية
- ديريك كوبر على موقع رابطة أوروبا للاعبي الغولف المحترفين (الإنجليزية)
- ديريك كوبر على موقع التصنيف العالمي الرسمي للغولف (الإنجليزية)